# Андерсен, Тронд
Тронд Андерсен (норв. Trond Andersen; род. 6 января 1975, Кристиансунн, Мёре-ог-Ромсдал) — норвежский футболист, завершивший игровую карьеру. Играл за норвежский клуб «Мольде», английский «Уимблдон» и датские «Ольборг» и «Брондбю».

## Клубная карьера
Молодёжную карьеру провёл в клубе «Клаусененген». В 1995 году начал профессиональную карьеру в «Мольде». Он играл в клубе из Типпелиги до лета 1999 года, а после был продан в английский «Уимблдон» прямо перед матчем «Мольде» с «Мальоркой» в третьем квалификационном раунде Лиги чемпионов. После главный тренер норвежского клуба, Эрик Бракстад, в 2011 году сказал, что если клуб не продал бы их лучшего игрока (Андерсен), Молде мог выйти из первого группого этапа дальше в Лиги чемпионов 1999/00.
После четырёх сезонов в Англии Андерсен переехал в Данию где играл за «Ольборг» из Датской Суперлиги. В сентябре 2005 года перешёл в состав "врагов" «Ольборга» - «Брондбю». В апреле 2006 года он страдал от травмы колена. Не оправившись до марта 2007 года рассматривал завершения карьеры.

## Карьера за сборную
Дебют за сборную Норвегии состоялся 25 мая 1999 года в товарищеском матче против сборной Ямайки (6-0). Андерсен был включен в состав сборной на Чемпионат Европы 2000, проходивший в Бельгии и Нидерландах, но ни в одном матче он не сыграл. Последним матчем за сборную был товарищеским 20 апреля 2005 года против сборной Эстонии. В итоге Андерсен провёл за сборную 38 матчей.

## Статистика

### Матчи Андерсена за сборную Норвегии
| Матчи Андерсена за сборную Норвегии | Матчи Андерсена за сборную Норвегии | Матчи Андерсена за сборную Норвегии | Матчи Андерсена за сборную Норвегии | Матчи Андерсена за сборную Норвегии | Матчи Андерсена за сборную Норвегии |
| ----------------------------------- | ----------------------------------- | ----------------------------------- | ----------------------------------- | ----------------------------------- | ----------------------------------- |
| №                                   | Дата                                | Соперник                            | Счёт                                | Голы Андерсена                      | Соревнование                        |
| 1                                   | 20 мая 1999                         | Ямайка                              | 6:0                                 | —                                   | Товарищеский матч                   |
| 2                                   | 14 ноября 1999                      | Германия                            | 0:1                                 | —                                   | Товарищеский матч                   |
| 3                                   | 31 января 2000                      | Исландия                            | 0:0                                 | —                                   | Чемпионат Северной Европы 2000—2001 |
| 4                                   | 2 февраля 2000                      | Дания                               | 4:2                                 | —                                   | Чемпионат Северной Европы 2000—2001 |
| 5                                   | 23 февраля 2000                     | Турция                              | 2:0                                 | —                                   | Товарищеский матч                   |
| 6                                   | 29 марта 2000                       | Швейцария                           | 2:2                                 | —                                   | Товарищеский матч                   |
| 7                                   | 26 апреля 2000                      | Бельгия                             | 0:2                                 | —                                   | Товарищеский матч                   |
| 8                                   | 3 июня 2000                         | Италия                              | 1:0                                 | —                                   | Товарищеский матч                   |
| 9                                   | 16 августа 2000                     | Финляндия                           | 1:3                                 | —                                   | Чемпионат Северной Европы 2000—2001 |
| 10                                  | 28 февраля 2001                     | Северная Ирландия                   | 4:0                                 | —                                   | Товарищеский матч                   |
| 11                                  | 25 апреля 2001                      | Болгария                            | 2:1                                 | —                                   | Товарищеский матч                   |
| 12                                  | 2 июня 2001                         | Украина                             | 0:0                                 | —                                   | Чемпионат мира 2002 (отбор)         |
| 13                                  | 6 июня 2001                         | Беларусь                            | 1:1                                 | —                                   | Чемпионат мира 2002 (отбор)         |
| 14                                  | 13 февраля 2002                     | Бельгия                             | 0:1                                 | —                                   | Товарищеский матч                   |
| 15                                  | 27 марта 2002                       | Тунис                               | 0:0                                 | —                                   | Товарищеский матч                   |
| 16                                  | 17 апреля 2002                      | Швеция                              | 0:0                                 | —                                   | Товарищеский матч                   |
| 17                                  | 14 мая 2002                         | Япония                              | 3:0                                 | —                                   | Товарищеский матч                   |
| 18                                  | 22 мая 2002                         | Исландия                            | 1:1                                 | —                                   | Товарищеский матч                   |
| 19                                  | 21 августа 2002                     | Нидерланды                          | 0:1                                 | —                                   | Товарищеский матч                   |
| 20                                  | 7 сентября 2002                     | Дания                               | 2:2                                 | —                                   | Чемпионат Европы 2004 (отбор)       |
| 21                                  | 12 октября 2002                     | Румыния                             | 1:0                                 | —                                   | Чемпионат Европы 2004 (отбор)       |
| 22                                  | 16 октября 2002                     | Босния и Герцеговина                | 2:0                                 | —                                   | Чемпионат Европы 2004 (отбор)       |
| 23                                  | 20 ноября 2002                      | Австрия                             | 1:0                                 | —                                   | Товарищеский матч                   |
| 24                                  | 12 февраля 2003                     | Греция                              | 0:1                                 | —                                   | Товарищеский матч                   |
| 25                                  | 2 апреля 2003                       | Люксембург                          | 2:0                                 | —                                   | Чемпионат Европы 2004 (отбор)       |
| 26                                  | 30 апреля 2003                      | Ирландия                            | 0:1                                 | —                                   | Товарищеский матч                   |
| 27                                  | 22 мая 2003                         | Финляндия                           | 2:0                                 | —                                   | Товарищеский матч                   |
| 28                                  | 7 июня 2003                         | Дания                               | 0:1                                 | —                                   | Чемпионат Европы 2004 (отбор)       |
| 29                                  | 11 июня 2003                        | Румыния                             | 1:1                                 | —                                   | Чемпионат Европы 2004 (отбор)       |
| 30                                  | 20 августа 2003                     | Шотландия                           | 0:0                                 | —                                   | Товарищеский матч                   |
| 31                                  | 10 сентября 2003                    | Португалия                          | 0:1                                 | —                                   | Товарищеский матч                   |
| 32                                  | 11 октября 2003                     | Люксембург                          | 1:0                                 | —                                   | Чемпионат Европы 2004 (отбор)       |
| 33                                  | 15 ноября 2003                      | Испания                             | 1:2                                 | —                                   | Чемпионат Европы 2004 (отбор)       |
| 34                                  | 19 ноября 2003                      | Испания                             | 0:3                                 | —                                   | Чемпионат Европы 2004 (отбор)       |
| 35                                  | 27 мая 2004                         | Уэльс                               | 0:0                                 | —                                   | Товарищеский матч                   |
| 36                                  | 25 января 2005                      | Бахрейн                             | 1:0                                 | —                                   | Товарищеский матч                   |
| 37                                  | 28 января 2005                      | Иордания                            | 0:0                                 | —                                   | Товарищеский матч                   |
| 38                                  | 20 апреля 2005                      | Эстония                             | 2:1                                 | —                                   | Товарищеский матч                   |

Итого: 38 матчей / 0 голов; 15 побед, 12 ничьих, 11 поражений.

## Достижения
- Ве́рденс ганг Игрок года Норвежской Премьер-лиги: 1999[5]